# 卑路斯一世

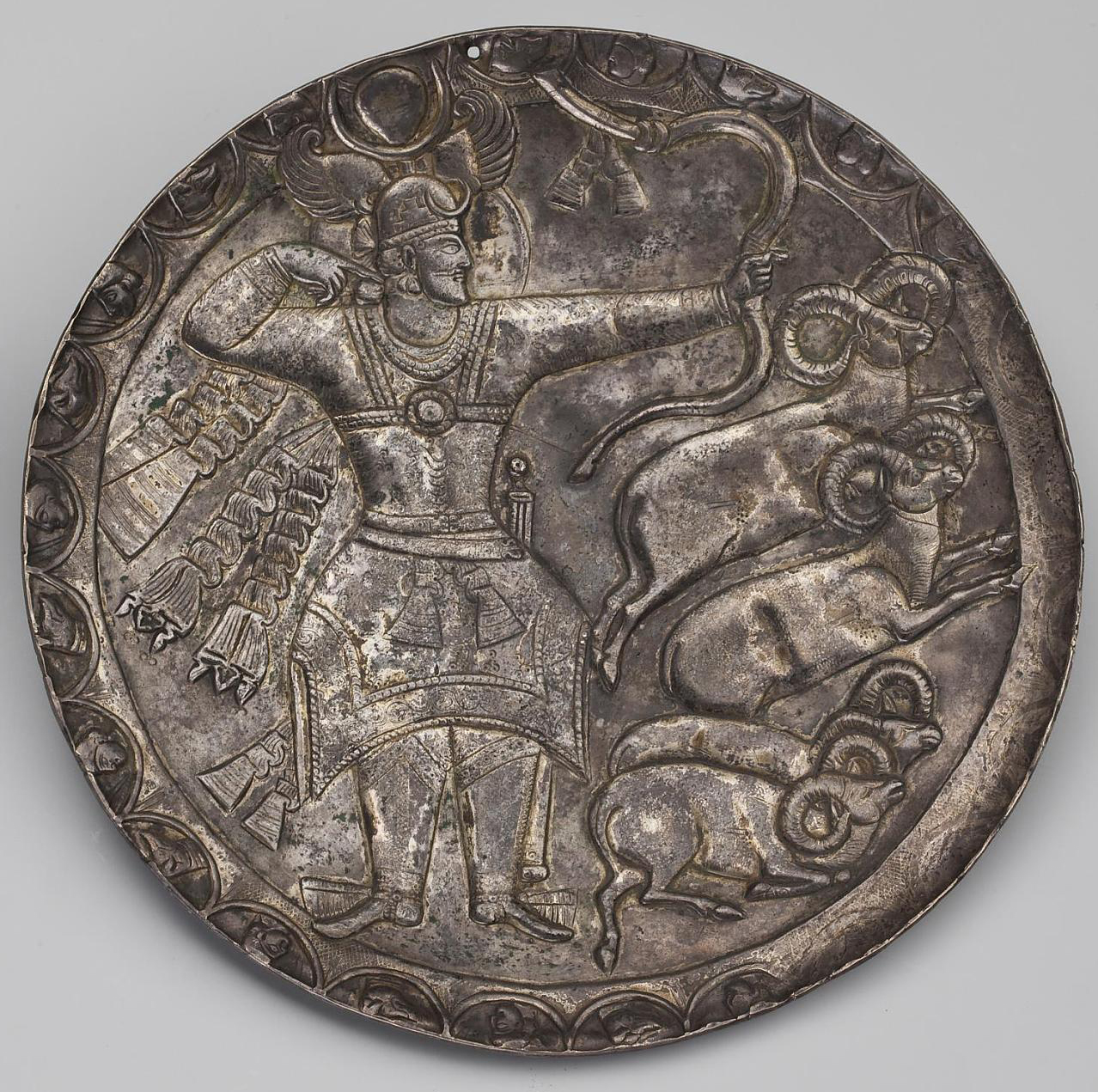
卑路斯一世狩獵盘羊的場景

卑路斯一世（羅馬化：Pērōz）伊朗萨珊王朝之王（459年－484年在位），伊嗣俟二世之子, 在位期間伊朗戰事與飢荒頻發。卑路斯本人是虔诚的祆教徒，但他仍支持基督教新支派景教的建立，並在去世前宣布其為波斯東方教會的官方教義。
卑路斯一世在擊敗其兄荷姆茲三世登基後，成功地平息了高加索阿爾巴尼亞王國的叛乱。他接著吞併了西方寄多羅人的領土, 得以短暫控制巴克特里亞地區（即吐火罗），並在巴尔赫发行印有他頭像的金币。然而自474年始，卑路斯一世與曾為同盟的嚈哒人在巴克特里亞反覆交戰。卑路斯共被嚈哒人俘虏過兩次，此时伊朗本土剛經歷長期的饥荒，高昂的贖金與災情使國庫陷入空虛。
482年，瓦爾丹·馬米科尼揚以及瓦赫坦格一世分別在亞美尼亞與伊比利亞地區起兵，尚未來得及平息兩地的动乱，卑路斯即在兩年後，484年與嚈哒人的第三次戰事中陣亡。
國王的戰死使薩珊王朝領土驟減，內沙布爾、赫拉特和梅爾夫等呼羅珊东部的幾座主要城市被嚈哒人所控制。匈那人的一支涅札克匈人則佔據了扎布爾斯坦地区。由於卑路斯一世亦是最後一位在印度信德省發行金幣的薩珊國王，推測該地亦在此時脫離了薩珊朝的控制。
當代或现代史学紀錄中，多批評卑路斯一世與嚈哒人交战一事“愚蠢”。他的敗死使薩珊波斯進入了一段政治、社会和宗教全方位的動盪期。薩珊朝被迫向嚈哒人進貢，同時贵族和神職人员的影響力大增。權臣蘇赫拉、沙普爾·米赫蘭把持了朝政，他們擁立卑路斯之弟巴拉什即位，不久後又嫌棄巴拉什軟弱，改立卑路斯的兒子卡瓦德一世為傀儡。卡瓦德成年後重新奪權，中興帝国並擊敗了嚈哒人，重新征服呼羅珊。560年，卑路斯之孫霍斯勞一世与突厥汗國合作，摧毁了嚈哒人的勢力。
| 卑路斯一世 薩珊王朝出生于：？逝世於：484年 | 卑路斯一世 薩珊王朝出生于：？逝世於：484年 | 卑路斯一世 薩珊王朝出生于：？逝世於：484年 |
| 統治者頭銜                                 | 統治者頭銜                                 | 統治者頭銜                                 |
| ------------------------------------------ | ------------------------------------------ | ------------------------------------------ |
| 前任者： 荷姆茲三世                        | 伊朗人與非伊朗人的萬王之王 459年－484年    | 繼任者： 巴拉什                            |